# Philippinen-Schwarzstrichtaube
Die Philippinen-Schwarzstrichtaube oder Ohrstreiftaube (Phapitreron leucotis), auch Kleinere Braune Fruchttaube oder Weißohrfruchttaube genannt, ist eine Art der Taubenvögel. Sie kommt ausschließlich auf einigen philippinischen Inseln vor.

## Erscheinungsbild

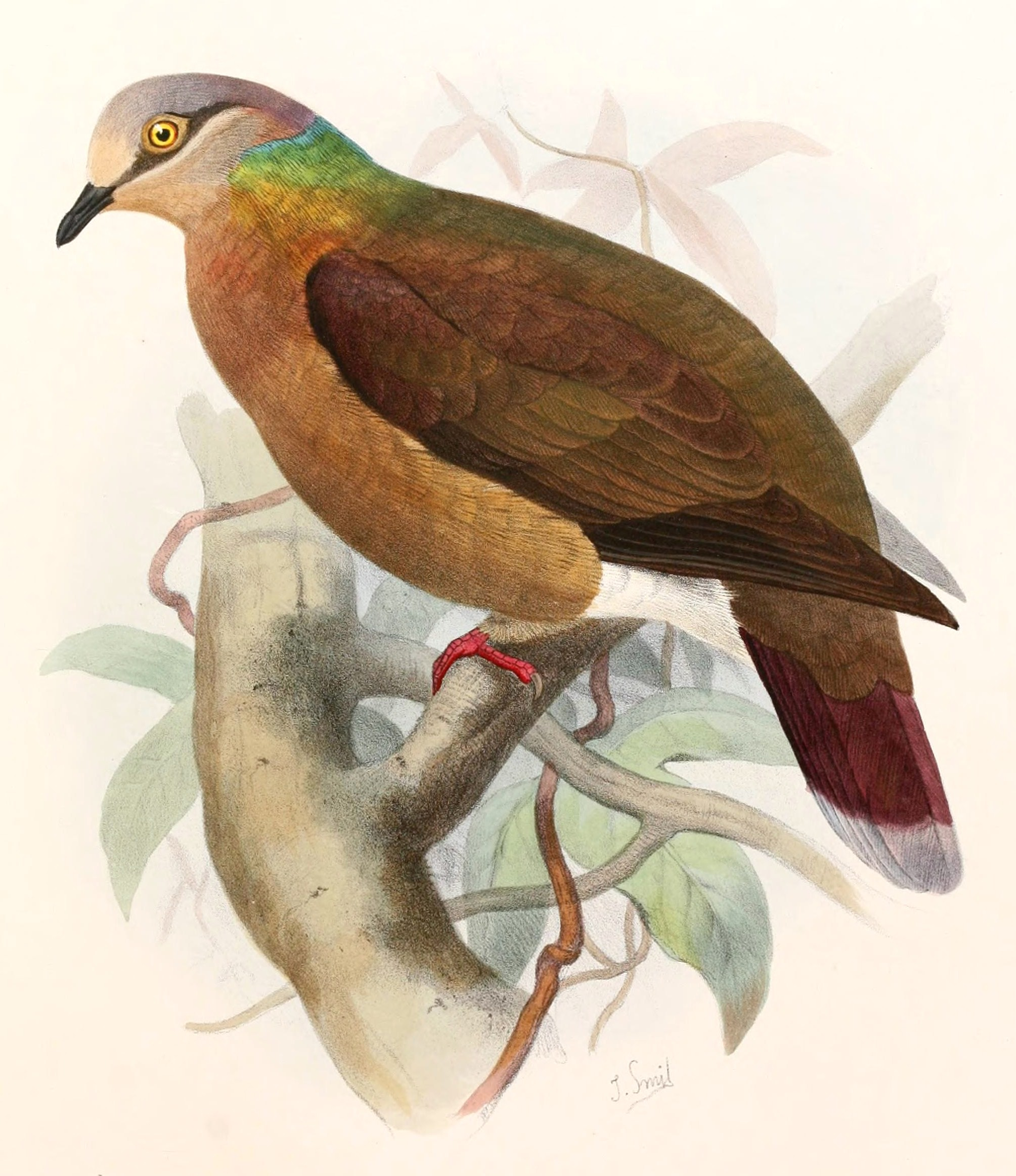
Philippinen-Schwarzstrichtaube, Illustration

Die Philippinen-Schwarzstrichtaube erreicht eine Körperlänge von 25 Zentimetern. Sie ist damit kleiner als die zur selben Gattung gehörenden Amethysttaube und Dunkelohrtaube. Ihr Gefieder ist insgesamt warm dunkelbraun. Die Körperunterseite ist etwas heller als die Oberseite. Die Kehle weist einen rötlichen Schimmer auf. Der Vorderkopf ist blass grau. Der Nacken und das Mantelgefieder glänzen metallisch bronzegrün. Auffällig ist die Kopfzeichnung. Von der Schnabelbasis ausgehend verläuft ein schmaler dunkler Farbstreif unterhalb des Auges. Darunter befindet sich ein weißer Farbstreif. Abweichend von Amethyst- und Dunkelohrtaube ist bei dieser Art der Schnabel schmal und zierlich.  

## Verbreitung und Verhalten
Die Philippinen-Schwarzstrichtaube kommt auf einer großen Anzahl von philippinischen Inseln vor und weist damit das größte Verbreitungsgebiet aller Braunen Fruchttauben auf. Sie wurde bislang auf Alabat, Basilan, Bohol, Balut, Calagna-an, Calicoan, Camiguin-Sur, Catanduanes, Cebu, Dinagat, Guimaras, Jolo, Leyte, Lubang, Luzon, Marinduque, Masbate, Mindanao, Mindoro, Negros, Panay, Samar, Siargao, Sibuyan, Siquijor, Tablas, Ticao und Verde beobachtet.
Sie ist in ihren Lebensraumansprüchen anpassungsfähig und besiedelt verschiedene Waldtypen. Dazu gehört Primärwald, offene Waldgebiete, Sekundärwald, Waldränder sowie auch Buschland und Bambusdickichte. Sie kommt vom Tiefland bis in 1.500 Höhenmeter vor. Sie ist eine überwiegend baumbewohnende Art. Sie ernährt sich überwiegend von Früchten. Die Fortpflanzungszeit beginnt im März und dauert bis wenigstens Juni an. Das Nest wird in Bäumen errichtet.

## Belege